# Iglesia Nazaret
La iglesia de Nazaret (en alemán: Alte Nazarethkirche) es un edificio de Berlín, Alemania. Se levanta en Berlín-Mitte y es una creación del arquitecto alemán Friedrich Schinkel, quien era jefe del departamento de obras del Estado prusiano y arquitecto de la familia real, lo que le permitió diseñar la mayoría de los edificios importantes de la época en Berlín.
Construida en la plaza Leopold entre 1832 y 1835. Schinkel eligió para su fachada un ladrillo típico del norte de Italia.
Lleva el nombre de Nazaret, la ciudad natal de Jesús.